# Torakusu Yamaha
Torakusu Yamaha, född 20 april 1851, död 8 augusti 1916, var en japansk affärsman och grundare av företaget Yamaha. År 1887 grundlade Torakusu Yamaha Yamaha Organ Manufacturing Company.